# دونالد إيفان ماكليستر
دونالد إيفان ماكليستر هو باحث كندي، ولد في 23 أغسطس 1934 في فيكتوريا في كندا، وتوفي في 17 يونيو 2001.